# Ліопельма Ґохштетера
Ліопельма Ґохштетера (Leiopelma hochstetteri) — вид земноводних з роду Ліопельма родини Гладконоги. Отримала назву на честь австрійського географа та геолога Фердинанда Ґохштетера.

## Опис
Загальна довжина досягає 3—4,7 см. Спостерігається статевий диморфізм: самиці більші за самців. За своєю будовою схожа на інших представників свого роду. Має увігнуті спереду та ззаду хребці. У самців є потужні передні кінцівки. Задні кінцівки з частково розвиненою перетинкою. Помітні залози з боків, на лапах й череві. Забарвлення коричневе, іноді із зеленуватим відтінком.

## Спосіб життя
Полюбляє лісову місцину. Перебуває переважно у вологому середовищі. Більшу частину проводить на суходолі, хоча вмію добре плавати. Дихає через шкіру. Зустрічається на висоті до 800 м над рівнем моря. Вдень ховається під камінням або серед рослинності. Вночі живиться комахами.
Статева зрілість настає у 3—4 роки. Це яйцекладна амфібія. Парування, розмноження та поява жабенят відбувається на землі, а не у воді. Як й у інших представників свого роду з ікринок виходять вже молоді жабенята.

## Розповсюдження
Мешкає на Північному острові Нової Зеландії.